# Seznam enot nepremične kulturne dediščine v Občini Gornja Radgona
Seznam enot nepremične kulturne dediščine v Občini Gornja Radgona.
Za mesto Gornja Radgona glej Seznam enot nepremične kulturne dediščine v Gornji Radgoni.

## Seznam
| Slika | Ime                                  | Evidenčna številka | Kraj                   | Leto razglasitve | Vrsta spomenika  | Tip spomenika              | Časovna uvrstitev    | Opis |
| ----- | ------------------------------------ | ------------------ | ---------------------- | ---------------- | ---------------- | -------------------------- | -------------------- | --- |
|       | Domačija Šantl                       | 18055              | Črešnjevci             |                  |                  | profana stavbna dediščina  | začetek 19. stoletja | Domačija obsega podkleteno pritlično hišo iz leta 1909. Hiša ima bogato fasadno profilacijo. Gospodarska poslopja stojijo pravokotno na hišo. Vse stavbe pokriva opečna dvokapnica. Domačija stoji v Črešnjevcih 121.                                                                              |
|       | Graščina                             | 6745               | Črešnjevci             | 1992.            | lokalnega pomena | profana stavbna dediščina  | 17. stoletje         | Nadstropna stavba s petosno čelno fasado, zidana iz kamna in opeke, je podkletena. Pokriva jo dvokapna čopasta streha. Zgradba stoji v Črešnjevcih 9. |
|       | Kip sv. Mateja                       | 6719               | Črešnjevci             | 1991.            | lokalnega pomena | sakralna stavbna dediščina | 18. stoletje         | Kip sv. Mateja v naravni velikosti je brez desne roke iz18. stoletja. Pogled je dvignjen navzgor. Kip stoji ob hiši Črešnjevcih 138. |
|       | Koroščeva zidanica                   | 6727               | Črešnjevci             | 1991             | lokalnega pomena | profana stavbna dediščina  | konec 19. stoletja   | Gosposka zidanica s pritličnim delom za prešo in viničarijo, zgrajena leta 1889. Objekt odlikujejo kamnit kletni portal, kletni oboki in lesena veranda. Ločeno stoji zidano gospodarsko poslopje. Domačija stoji v Črešnjevcih 170.                                                               |
|       | Rojstna hiša Petra Dajnka            | 77                 | Črešnjevci             | 1991             | lokalnega pomena | memorialna dediščina       | 18. stoletje         | V preprosti butani, s slamo kriti kmečki hiši se je rodil slovenski pisatelj in slovničar Peter Dajnko (1787-1873). Pisal je v štajerskem narečju in posebnem črkopisu - danjčici, ki se ni uveljavila. V hiši je postavljena etnološka zbirka. Hiša stoji v Črešnjevcih 82.                       |
|       | Spomenik NOB                         | 6738               | Črešnjevci             | 1991             | lokalnega pomena | memorialna dediščina       | sredina 20. stoletja | Spominsko obeležje stoji na kraju, kjer so okupatorji ubili partizanko Marijo Rožman. Odkrito 29.11.1957. |
|       | Spominska plošča Antonu Kremplju     | 6739               | Črešnjevci             | 1991             | lokalnega pomena | memorialna dediščina       | konec 20. stoletja   | Spominska plošča je na predelani kmečki hiši, v kateri se je rodil Anton Krempl (1790-1844), slovenski domoljub in pisatelj, ki je preučeval zlasti zgodovino štajerskih Slovencev. Hiša stoji v Črenševcih 236.                                                                                   |
|       | Vaška kapelica                       | 6719               | Črešnjevci             |                  |                  | sakralna stavbna dediščina | začetek 20. stoletja | Kapela z zvonikom je bila zgrajena leta 1919. Stoji na kamnitih temeljih. Kapela stoji ob hiši Črešnjevcih 162. |
|       | Vila Holt                            | 18059              | Črešnjevci             |                  |                  | profana stavbna dediščina  | konec 19. stoletja   | Nadstropna, v celoti podkletena vila veleposestnika iz 19. stol., nekdaj mogočna vinska klet, z opečno mansardno streho. Ob južni in vzhodni fasadi potekajo leseni ganki, na dvoriščni strani je lesena nadstropna terasa z bogatim rezbarskim okrasjem. Zgradba stoji v Črešnjevcih 81.          |
|       | Zidanica Črešnjevci 128              | 6736               | Črešnjevci             | 1991             | lokalnega pomena | profana stavbna dediščina  | začetek 20. stoletja | Nadstropna zidana stavba s prešo v predelamen prizidku, stanovanjski del je podkleten in ima ohranjene arhitekturne detajle z začetka 20. stoletja Zgradba stoji v Črešnjevcih 128. |
|       | Zidanica Črešnjevci 182              | 6728               | Črešnjevci             | 1991             | lokalnega pomena | profana stavbna dediščina  | 19. stoletje         | Podkletena, nadstropna stanovanjska zgradba s pritličnim podaljškom za prešo. Klet je obokana. Zidanica je iz 19. stoletja. stoletja Zgradba stoji v Črešnjevcih 182. |
|       | Znamenje                             | 6718               | Črešnjevci             | 1991             | lokalnega pomena | sakralna stavbna dediščina | 16. stoletje         | Kamnito znamenje ima steber s posnetimi robovi ter hišico, ki ima na vogalih štiri gladke stebriče okoli osrednjega poslikanega polja. Steber nosi letnico 1831. |
|       | Breznikova vila                      | 22222              | Gornji Ivanjci         |                  |                  | profana stavbna dediščina  | konec 19. stoletja   | Nadstropna hiša, zgrajena po vzoru meščanske vile z bogato členjeno fasado, kjer je v nadstropju nad glavnim vhodom manjša niša. Pokriva jo opečna streha. Na vhodnih vratih letnica 1923. Ob njej je pritlično gospodarsko poslopje. Vila stoji v Gornjih Ivanjcih št. 11.                        |
|       | Domačija Breznik                     | 18376              | Gornji Ivanjci         |                  |                  | profana stavbna dediščina  | konec 19. stoletja   | Domačijo sestavljajo pritlična zidana hiša iz 1887 z rustikalno fasadno profilacijo in ohranjenim stavbnim pohištvom, večji sklop gospodarskih poslopij, preša iz 1908, sušilnica za lan ter kapelica iz 1920. Večinoma zgrajeno v 2. polovici 19. stol. Domačija stoji v Gornjih Ivanjcih št. 17. |
|       | Domačija Pivar                       | 27521              | Gornji Ivanjci         | 1991             | lokalnega pomena | profana stavbna dediščina  | konec 19. stoletja   | Domačija obsega pritlično stanovanjsko hišo, večje zidano gospodarsko poslopje s kravjimi hlevi in skedenjem, lesen svinjak ter manjše leseno poslopje s prešo. Stanovanjsko hišo in vsa gospodarska poslopja pokriva opečna dvokapnica (zareznik). Domačija stoji v Gornjih Ivanjcih št. 22.      |
|       | Gomila                               | 954                | Gornji Ivanjci         | 1991             | lokalnega pomena | arheološka dediščina       | rimska doba          | Neraziskana in nepoškodovana gomila. |
|       | Gomila I                             | 14280              | Gornji Ivanjci         | 1991             | lokalnega pomena | arheološka dediščina       | rimska doba          | Neraziskana, delno poškodovana gomila. |
|       | Gomila II                            | 933                | Gornji Ivanjci         | 1991             | lokalnega pomena | arheološka dediščina       | rimska doba          | Neraziskana in nepoškodovana gomila. |
|       | Gomilno grobišče Ivanjševska Dobrava | 14279              | Gornji Ivanjci         | 1991             | lokalnega pomena | arheološka dediščina       | rimska doba          | Skupina 15. neraziskanih gomil. |
|       | Gomilno grobišče Ižmenska Dobrava    | 14278              | Gornji Ivanjci         | 1991             | lokalnega pomena | arheološka dediščina       | rimska doba          | Neraziskano gomilno grobišče s šestimi gomilami. |
|       | Znamenje pri Breznikovi vili         | 27542              | Gornji Ivanjci         |                  |                  | sakralna stavbna dediščina | 19. stoletje         | Trikotno zidano znamenje iz 19. stoletja. Stoji na kamnitem podstavku, pokriva ga trikotna opečna streha, ki se na vrhu zaključuje v čop. Ostanki ometa v nišah pričajo o poslikavi, ki je v zelo slabem stanju. Znamenje stoji ob hiši Gornji Ivanjci št. 11.                                     |
|       | Borovičeva zidanica                  | 18052              | Hercegovščak           |                  |                  | profana stavbna dediščina  | konec 19. stoletja   | Vrhkletna stavba, nekdaj gosposka zidanica, z opečno dvokapnico. Fasado členijo šivani vogalni robovi in profilirane okenske obrobe. Na kamnitem portalu v klet je letnica 1880. Na vzhodni fasadi je lesen gank, na zadnji strani prostor za prešo. Domačija stoji v Hercegovščaku št. 18.        |
|       | Kolblova zidanica                    | 18054              | Hercegovščak           |                  |                  | profana stavbna dediščina  | konec 19. stoletja   | Visokopritlična nekdanja gosposka zidanica z zimskim vrtom na čelni strani. Objekt pokriva z opeko krita dvokapna streha s podaljšanim napuščem na zahodu, pod katerim je lesen gank, ki povezuje bivalne prostore s prešo v pritličnem podaljšku. Domačija stoji v Hercegovščaku št. 31.          |
|       | Rimska gomila                        | 6683               | Hercegovščak           | 1991             | lokalnega pomena | arheološka dediščina       | rimska doba          | Večja rimska nepoškodovana gomila. |
|       | Rimsko gomilno grobišče              | 6675               | Hercegovščak           | 1991             | lokalnega pomena | arheološka dediščina       | rimska doba          | Skupina 9. rimskodobnih delno poškodovanih gomil. |
|       | Zemljičeva hiša                      | 18053              | Hercegovščak           |                  |                  | profana stavbna dediščina  | začetek 19. stoletja | Pritlična, delno podkletena hiša z letnico 1812 na portalu je bila viničarija na gosposkem posestvu. V zadnjem delu je bil prostor za prešo. Pokriva jo opečna dvokapnica na čop. Na čelni strani je prizidan vhod v klet. Ohranjeno stavbno pohištvo. Domačija stoji v Hercegovščaku št. 21.      |
|       | Frasov mlin                          | 18053              | Ivanjski Vrh           |                  |                  | profana stavbna dediščina  | konec 19. stoletja   | Pritlična zidana stavba z opečno kritino. V mlinu sta bila sprva dva para mlinskih kamnov in dva valjčna mlina. Ohranjeno vodno kolo in mehanizem za mletje zrnja. Mlin ne obratuje od leta 1974. Mlin stoji v Ivanjskem Vrhu št. 14.                                                              |
|       | Znamenje                             | 27498              | Ivanjševci ob Ščavnici |                  |                  | sakralna stavbna dediščina | konec 15. stoletja   | Poznogotsko stebrno kamnito kužno znamenje s posnetimi robovi na ajdovo zrno krasi leseno ohišje. Stoji na kamnitem podstavku. Znamenje stoji ob hiši Ivanjševci ob Ščavnici št. 16. |
|       | Vaška kapelica                       | 27543              | Ivanjševci ob Ščavnici |                  |                  | sakralna stavbna dediščina | 19. stoletje         | Kapelica z zvonikom iz 19. stoletja z visokim stolpičem s čebulasto streho. Zgrajena je v neogotskem stilu. Na fasadi vogalni pilastri in napis: Sveta družina prosi za nas. V timpanonu je upodobljen angel.                                                                                      |
|       | Znamenje                             | 27499              | Ivanjševski Vrh        |                  |                  | sakralna stavbna dediščina | 19. stoletje         | Dvonadstropno slopno znamenje je iz 19. stoletja. Stoji na kamnitem podstavku. V obeh nadstropjih so niše brez poslikav. Pokriva ga opečna štirikapnica. |
|       | Rimsko gomilno grobišče              | 935                | Kunova                 | 1991             | lokalnega pomena | arheološka dediščina       | rimska doba          | Ohranjene štiri nepoškodovane gomile. |
|       | Rimska gomila I                      | 949                | Lastomerci             | 1991             | lokalnega pomena | arheološka dediščina       | rimska doba          | Osamljena rimska gomila. |
|       | Rimska gomila II                     | 1476               | Lastomerci             | 1991             | lokalnega pomena | arheološka dediščina       | rimska doba          | Delno poškodovana osamljena rimska gomila. |
|       | Rimsko gomilno grobišče              | 936                | Lastomerci             | 1991             | lokalnega pomena | arheološka dediščina       | rimska doba          | Skupina 5. manjših nepoškodovanih rimskodobnih gomil. |
|       | Domačija Jančar                      | 1475               | Lokavci                | 1991             | lokalnega pomena | profana stavbna dediščina  | 19. stoletje         | Domačijo sestavljajo zidana, podkletena stanovanjska hiša in gospodarska poslopja. Stanovanjska hiša s pomembnimi detajli notranjščine in zunanjščine je iz 19. stoletja. Domačija stoji v Lokavcih št. 1.                                                                                         |
|       | Viničarija Lokavci 13                | 413                | Lokavci                | 1991             | lokalnega pomena | profana stavbna dediščina  | sredina 19. stoletja | Lesena, z ilovico ometana stavba, krita s čopasto slamnato streho. Ob bivalnem delu z ohranjeno črno kuhinjo ima še gospodarski del, prostor z ohranjeno prešo. Stavba ima letnico na tramu 1844.                                                                                                  |
|       | Hiša Mele 28                         | 24161              | Mele                   |                  |                  | profana stavbna dediščina  | konec 19. stoletja   | Pritlična hiša na kamnitih temeljih združuje bivalno in gostilniško funkcijo. Stanovanjski del je iz zadnje četrtine 19. stoletja, gostilniški pa iz prve četrtine 20. stoletja. |
|       | Kužno znamenje                       | 454                | Mele                   | 1991             | lokalnega pomena | sakralna stavbna dediščina | 16. stoletje         | Poznogotsko znamenje iz 16. stol. z zavitim stebrom stoji na visoki bazi s posnetim robom. Na kapitelu, ki je enak narobe obrnjeni bazi je hišica, s stebroma in steno, na kateri je relief Kristusa.                                                                                              |
|       | Vaška kapela                         | 28316              | Mele                   | 1991             | lokalnega pomena | sakralna stavbna dediščina | začetek 19. stoletja | Kapelica z začetka 19. stoletja s fasado, ki jo členita toskanska stebra na vogalih, ki nosita zgornji čelni del z novejšo poslikavo. Je neogotsko obnovljena s šilastimi odprtinami in zvonikom na dvokapni strehi. Kapela stoji v bližini hiše Mele št. 24.                                      |
|       | Cerkev Marijinega rojstva            | 959                | Negova                 | 1991             | lokalnega pomena | sakralna stavbna dediščina | 16. stoletje         | Cerkev iz 1710 sestavljajo pravokotna ladja, nižji prezbiterij, kapela iz 1850 in zvonik na južni strani. Zahodno fasado členijo portal in štiri polkrožne niše. V jedru je cerkev gotska. |
|       | Grad Negova                          | 484                | Negova                 | 1999.            | državnega pomena | profana stavbna dediščina  | začetek 15. stoletja | Na razglednem pomolu je pozidan sklop stavb in obzidij razsežne grajske zasnove (po 1425) z baročnimi predgradji. Ohranjeni so skromni ostanki opreme in del poslikav v kapeli. |
|       | Hiša Negova 72                       | 18378              | Negova                 |                  |                  | profana stavbna dediščina  | konec 19. stoletja   | Cimprana hiša s kladno konstrukcijo ima v celoti ohranjeno prvotno stavbno pohištvo. Hiša je pritlična nepodkletena. |
|       | Kip sv. Janeza Nepomuka              | 27535              | Negova                 |                  |                  | sakralna stavbna dediščina | 18. stoletje         | Kamnit kip svetnika v naravni velikosti stoji na več kot meter visokem baročnem podstavku, ob ograji, ki povezuje negovski grad in župnišče. Zelo kvaliteten baročni spomenik je verjetno nastal po naročilu lastnikov gradu grofov Trauttmannsdorf.                                               |
|       | Kip sv. Karla Boromejskega           | 25562              | Negova                 |                  |                  | sakralna stavbna dediščina | 19. stoletje         | Kamniti kip svetnika Karla Boromejskega je nameščen na visok kamnit profiliran podstavek. |
|       | Plojeva kapelica                     | 27503              | Negova                 |                  |                  | sakralna stavbna dediščina | konec 19. stoletja   | Preprosto zidano kapelico zaprtega tipa s konca 19. stoletja pokriva opečna dvokapnica. Fasado členi preprosta fasadna profilacija. V notranji niši kapelice stoji lesen Marijin kip. |
|       | Znamenje                             | 27504              | Negova                 |                  |                  | sakralna stavbna dediščina | 18. stoletje         | Slopno zidano znamenje iz 18. stoletja pokriva opečna dvokapnica. Znamenje krasijo niše z novejšimi poslikavami. Znamenje stoji v bližini hiše Kunova št. 35. |
|       | Zormanova kapela                     | 28315              | Negova                 |                  |                  | sakralna stavbna dediščina | začetek 20. stoletja | Kapelico pravokotnega tlorisa s tristranim sklepom pokriva opečna dvokapnica z zvonikom. Na stranskih fasadah sta dve nekoliko podolgovati in zašiljeni okni. Zgrajena je bila leta 1923. Kapela stoji pri hiši Negova št. 96.                                                                     |
|       | Župnišče                             | 14047              | Negova                 |                  |                  | profana stavbna dediščina  | sredina 18. stoletja | Nadstropno župnišče iz leta 1763 ima močno predelane fasade, ki so brez profilacije. Baročna faza je ohranjena samo v notranjščini. Ob župnišče je prislonjeno gospodarsko poslopje. |
|       | Kunejev dvorec                       | 7610               | Norički Vrh            | 1991             | lokalnega pomena | profana stavbna dediščina  | 15. stoletje         | Nadstropni dvorec, s pokrito loggio stoji v vrtu. V sedanji obliki je iz okoli 1870, v virih je omenjen že v 15. stol. Arhitekturni vrt je v letih 1935-36 oblikovala Ilse von Fischerauer. Dvorec stoji v Noričkem Vrhu št. 1.                                                                    |
|       | Gomila                               | 937                | Očeslavci              | 1991             | lokalnega pomena | arheološka dediščina       | rimska doba          | Neraziskana, delno poškodovana gomila. |
|       | Gomilno grobišče Gomile              | 9673               | Očeslavci              | 1991             | lokalnega pomena | arheološka dediščina       | rimska doba          | Dve nepoškodovani in časovno neopredeljeni gomili. |
|       | Strahova kapelica                    | 27544              | Očeslavci              |                  |                  | sakralna stavbna dediščina | začetek 20. stoletja | Kapelica z začetka 20. stoletja ima stranski niši in niši na čelni strani. Pokriva jo dvokapna opečna streha, ki je v zadnjem delu zaokrožena. Kapela stoji pri hiši Očeslavci št. 52. |
|       | Znamenje                             | 964                | Očeslavci              | 1991             | lokalnega pomena | sakralna stavbna dediščina | 18. stoletje         | Preprosto baročno slopno znamenje iz 18. stoletja ima ob straneh niše. Venčni zidec deli znamenje v dva dela. Pokriva ga preprosta plitva piramidasta streha. |
|       | Kapelica                             | 965                | Orehovski Vrh          | 1991             | lokalnega pomena | sakralna stavbna dediščina | 18. stoletje         | Poznobaročna kapelica zaprtega tipa z dvokapno streho. V njej je bila poznogotska skupina Križanja, ki so jo v začetku 90. let 20. stol. prenesli v župnijsko cerkev sv. Petra v Radgoni. Kapelica stoji pri hiši Orehovski vrh 27.                                                                |
|       | Znamenje                             | 27505              | Orehovski Vrh          |                  |                  | sakralna stavbna dediščina | 19. stoletje         | Zidano slopno znamenje iz 19. stoletja ima v zgornjem delu štiri neposlikane niše. Pokriva ga opečna štirikapnica, ki jo krasi kovan križ z upodobljenim petelinom. Znamenje stoji blizu hiše Orehovski vrh 16a.                                                                                   |
|       | Gomila I                             | 14275              | Podgrad                | 1991             | lokalnega pomena | arheološka dediščina       | prazgodovina         | Prazgodovinska gomila premera. |
|       | Gomila II                            | 14276              | Podgrad                | 1991             | lokalnega pomena | arheološka dediščina       | prazgodovina         | Prazgodovinska gomila premera. |
|       | Gomila III                           | 6677               | Podgrad                | 1991             | lokalnega pomena | arheološka dediščina       | prazgodovina         | Prazgodovinska gomila premera. |
|       | Gomila IV                            | 14277              | Podgrad                | 1991             | lokalnega pomena | arheološka dediščina       | prazgodovina         | Prazgodovinska gomila premera. |
|       | Jagaričeva domačija                  | 18051              | Podgrad                |                  |                  | profana stavbna dediščina  | konec 19. stoletja   | Domačija s konca 19. stoletja sestavljajo pretežno zidani objekti z opečnimi dvokapnimi strehami. Pritlična hiša ima ambiciozno fasadno profilacijo, ohranjeno stavbno pohištvo, nad kletnim portalom je letnica 1891. Hlev s skednjem, svinjak in klet. Domačija stoji v Podgradu št. 2.          |
|       | Kapelica                             | 27506              | Podgrad                |                  |                  | sakralna stavbna dediščina | sredina 19. stoletja | Prenovljeno kapelico s fasadno profilacijo pokriva nekoliko zaokrožena opečna dvokapnica. V zgornjem delu čela je letnica 1836. Kapelico zapirajo kovana vrata. Kapelica stoji ob hiši Podgrad št. 40.                                                                                             |
|       | Spolije z graščine Rotenturm         | 6723               | Podgrad                | 1991             | lokalnega pomena | memorialna dediščina       | 17. stoletje         | Vzidani plošči prikazujeta razgibani baročni levji figuri v pokončni drži, ki sta nosili grb knezov Eggenberg na gradu Rotenturm, na drugi strani ceste. Spoliji nekdanjega grba sta vzidani v gospodarski objekt hiše Podgrad 1.                                                                  |
|       | Kodeličeva zidanica                  | 6733               | Police                 | 1991             | lokalnega pomena | profana stavbna dediščina  | 18. stoletje         | Visokopritlična zidanica z mansardno opečno streho in lesenim zvonikom v osnovi zgrajena v 18.stol., predelana v 19. in 20. stol. Obokane kleti, preša ni ohranjena. Ob njej sta dve viničariji in vodnjak. Zgradba stoji v Policah št. 52 - 55.                                                   |
|       | Zidanica Police 42                   | 6731               | Police                 | 1991             | lokalnega pomena | profana stavbna dediščina  | sradina 17. stoletja | Nadstropna gosposka zidanica, pokrita z opečno štirikapnico, obdana v nadstropju z lesenim gankom. V obokano klet vodi polkrožno zaključen kamnit portal z letnico 1656. V podaljšku je prostor s prešo.                                                                                           |
|       | Novakova zidanica                    | 6734               | Police                 | 1991             | lokalnega pomena | profana stavbna dediščina  | 19. stoletje         | Nadstropna zidanica s pritličnim delom za prešo je iz 19. stol. Ima obokane kleti ter nadstropno verando z izrezljano ograjo. Ob njej stoji nekoliko predelano gospodarsko poslopje. Zgradba stoji v Policah št. 108.                                                                              |
|       | Rezačeva zidanica                    | 6730               | Police                 | 1991             | lokalnega pomena | profana stavbna dediščina  | 18. stoletje         | Nadstropna gosposka zidanica z obokano kletjo in čopasto opečno streho ima bogato členjeno fasado. V pritličnem podaljšku je prostor za prešo. Zgradba stoji v Policah št. 23. |
|       | Spomenik Francu Horvatu              | 6743               | Police                 | 1991             | lokalnega pomena | memorialna dediščina       | sredina 20. stoletja | Marca 1945 so okupatorji ubili Franca Horvata, partizanskega kurirja in obveščevalca. Na mestu, kjer so ga ustrelili, stoji spominsko obeležje z napisom. Spomenik stoji v bližini hiše Police 139.                                                                                                |
|       | Vaška kapela                         | 29258              | Police                 |                  |                  | sakralna stavbna dediščina | začetek 20. stoletja | Manjša vaška kapela z neogotskim zvonikom je bila postavljena 1927. Fasada je bogato profilirana, na vzhodni strani je reliefno poudarjeno razpelo iz 2002. Temelji so iz oseškega kamna. Pokriva jo opečna dvokapnica.                                                                            |
|       | Znamenje                             | 27507              | Police                 |                  |                  | sakralna stavbna dediščina | 18. stoletje         | Baročno znamenje pokriva štirikapnica z opečno kritino. V plitvih nišah so ostanki poslikav. Pokriva jo opečna dvokapnica. Znamenje stoji v bližini hiše Police št. 7. |
|       | Rimska gomila                        | 950                | Ptujska Cesta          | 1991             | lokalnega pomena | arheološka dediščina       | rimska doba          | Ohranjena nepoškodovana rimska gomila. |
|       | Vrečova zidanica                     | 18057              | Ptujska Cesta          | 2015.            | lokalnega pomena | profana stavbna dediščina  | konec 19. stoletja   | Nekdanja gosposka zidanica iz druge polovice 19. stoletja, je v celoti podkletena, v zgornjem delu so bivalni prostori in prostor z obnovljeno leseno prešo. Prostori v kleti so obokani. Zidanico pokriva štirikapna opečna streha.                                                               |
|       | Znamenje                             | 968                | Ptujska Cesta          | 2015             | lokalnega pomena | memorialna dediščina       | 17. stoletje         | Visoko slopno kužno znamenje iz 17. stoletja stoji na široki bazi. |
|       | Znamenje sv. Janeza Nepomuka         | 967                | Ptujska Cesta          | 1991             | lokalnega pomena | sakralna stavbna dediščina | sredina 18. stoletja | Razgibana baročna plastika sv. Janeza Nepomuka iz sredine 18. stol. stoji na visokem kamnitem podstavku. Na podstavku sta dva grba. Znamenje stoji pri hiši Ptujska cesta 44. |
|       | Ketiševa kapelica                    | 27508              | Radvenci               |                  |                  | sakralna stavbna dediščina | začetek 20. stoletja | Kapelica z zvonikom je bila postavljena leta 1907. Pokriva jo dvokapna streha s pločevinasto kritino. Zvonik ima fasadno profilacijo. Kapelica stoji ob hiši Radvenci št. 18. |
|       | Znamenje                             | 27509              | Radvenci               |                  |                  | sakralna stavbna dediščina | 18. stoletje         | Baročno slopno znamenje, ki ga pokriva štirikapnica z opečno kritino. Na strehi je kovan križ s petelinom. Znamenje stoji ob hiši Radvenci št. 18, nasproti Ketiševe kapelce. |
|       | Domačija Jagarič                     | 18377              | Spodnja Ščavnica       |                  |                  | profana stavbna dediščina  | konec 19. stoletja   | Domačija obsega stanovanjsko hišo iz 1890, hlev, svinjak, skedenj in vinsko klet. Vse stavbe so zidane s kamnitimi temelji. Skedenj je v pritličju kamnit, v nadstropju lesen. Domačija stoji v Spodnji Ščavnici št. 39.                                                                           |
|       | Fajtova kapelica                     | 27511              | Spodnja Ščavnica       |                  |                  | sakralna stavbna dediščina | konec 19. stoletja   | Kapelica zaprtega tipa z opečno dvokapnico. Zgrajena je bila v zadnji četrtini 19. stoletja. Na sprednji strani jo zapirajo kovana vrata, ki so v zgornjem delu zastekljena. Kapelica stoji ob hiši Spodnja Ščavnica št. 65.                                                                       |
|       | Gomilno grobišče                     | 6678               | Spodnja Ščavnica       | 1991             | lokalnega pomena | arheološka dediščina       | rimska doba          | Skupina štirih nepoškodovanih in časovno neopredeljivih gomil. |
|       | Skedenj pri hiši Spodnja Ščavnica 82 | 6732               | Spodnja Ščavnica       | 1991             | lokalnega pomena | profana stavbna dediščina  | 18. stoletje         | V okviru domačije se je ohranil lesen skedenj, tlorisno oblikovan v T, prekrit s čopasto slamnato streho. V notranjščini je ločen prostor za mlatev. Stavba je iz 18. stoletja. |
|       | Borkov mlin                          | 18377              | Spodnji Ivanjci        |                  |                  | profana stavbna dediščina  | začetek 20. stoletja | Na mestu, kjer je stal lesen mlin (1849) so leta 1908 zgradili mlin z dvema mlinskima kamnoma, po letu 1958 pa so namestili Francisovo turbino. Uporabljali so tudi dieselski motor. Mlin stoji v Spodnjih Ivanjcih št. 24a.                                                                       |
|       | Borkova kapelica                     | 27512              | Spodnji Ivanjci        |                  |                  | sakralna stavbna dediščina | konec 19. stoletja   | Kapelica iz leta 1867. Na slemenu je lesen, rezbarsko oblikovan križ. Ob vhodu v kapelico sta dva stebra, ki podpirata čelo kapelice. Kapelica stoji zraven hiše Spodnji Ivanjci št. 24. |
|       | Domačija Lešjak                      | 995                | Spodnji Ivanjci        | 1991             | lokalnega pomena | profana stavbna dediščina  | začetek 20. stoletja | Domačijo sestavljata pritlična, zidana, podkletena hiša z bogato členjenimi fasadami ter večje gospodarsko poslopje. Na temeniku hišnega portala je letnica 1910. Ob hiši stoji kapelica. Domačija stoji v Spodnjih Ivanjcih št. 6.                                                                |
|       | Gostilna Slogovič                    | 18058              | Spodnji Ivanjci        | 1991             | lokalnega pomena | profana stavbna dediščina  | začetek 20. stoletja | Visokopritlična gostilna z začetka 20. stoletja ima bogato fasadno profilacijo. Rizalitni del izstopa z dvoramnim stopniščem z balustradno ograjo. Temelji iz oseškega kamna. Opečna dvokapnica. Zgradba stoji v Spodnjih Ivanjcih št. 15.                                                         |
|       | Hiša Spodnji Ivanjci 7               | 996                | Spodnji Ivanjci        | 1991             | lokalnega pomena | profana stavbna dediščina  | konec 19. stoletja   | Pritlična stanovanjska hiša je zidana, podkletena, krita z opečno dvokapnico. Fasade so členjene. Kamnit profiliran portal ima letnico 1893. |
|       | Klemenčičeva kapela                  | 28164              | Spodnji Ivanjci        |                  |                  | sakralna stavbna dediščina | začetek 20. stoletja | Kapelica z zvonikom z začetka 20. stoletja ima kamnite temelje in značilno fasadno profilacijo tega časa. Pokriva jo opečna dvokapna, v zadnjem delu zaokrožena streha. Šilastoločno zaključene okenske odprtine. Kapelica stoji v bližini hiše Spodnji Ivanjci št. 18.                            |
|       | Rimsko gomilno grobišče              | 940                | Spodnji Ivanjci        | 1991             | lokalnega pomena | arheološka dediščina       | rimska doba          | Deset delno prekopanih rimskih gomil. |
|       | Znamenje                             | 27513              | Spodnji Ivanjci        |                  |                  | sakralna stavbna dediščina | 18. stoletje         | Nadstropno slopno znamenje iz 18. stoletja pokriva štirikapnica s pločevinasto kritino. V obeh nadstropjih so niše z novejšimi poslikavami. Postavljeno je na gomilo. Znamenje stoji v bližini hiše Spodnji Ivanjci št. 15.                                                                        |
|       | Rimsko gomilno grobišče              | 943                | Stavešinci             | 1991             | lokalnega pomena | arheološka dediščina       | rimska doba          | Skupina 22. rimskodobnih, deloma že prekopanih gomil. |
|       | Vaška kapelica                       | 27514              | Stavešinci             |                  |                  | sakralna stavbna dediščina | začetek 20. stoletja | Kapelica z zvonikom iz leta 1922. Pokriva jo pločevinasta dvokapnica, ki jo krasi manjši zvonik s čebulasto streho. |
|       | Znamenje                             | 27515              | Stavešinci             |                  |                  | sakralna stavbna dediščina | 19. stoletje         | Znamenje iz 19. stoletja s pravokotnim tlorisom. Pokriva ga šotorasta pločevinasta streha. Krasijo ga štiri niše s starejšimi, slabo ohranjenimi poslikavami. |
|       | Vaška kapela                         | 28320              | Stavešinski Vrh        |                  |                  | sakralna stavbna dediščina | začetek 19. stoletja | S kovanimi mrežastimi vrati zaprta kapelica z opečno dvokapnico in zvonikom na slemenu je bila postavljena leta 1814. Ima gladko fasado s poudarjenimi zaokroženimi vogali. Kapela stoji ob hiši Stavešinski Vrh 34.                                                                               |
|       | Ajlečova klečaja                     | 18047              | Zagajski Vrh           |                  |                  | profana stavbna dediščina  | začetek 19. stoletja | Zgornji del kleti je lesen, podzemni pa zidan. Na južni strani je vhod v klet, s severne strani je vhod v zgornji del kleti, namenjen za shranjevanje sena. Značilna vinska klet Slovenskih Goric z začetka 19. stoletja.                                                                          |
|       | Čehova kapelica                      | 28319              | Zagajski Vrh           |                  |                  | sakralna stavbna dediščina | začetek 20. stoletja | Kapelico zaprtega tipa pokriva pločevinasta dvokapnica, nad katero se dviga zvonik. Ima preprosto fasadno profilacijo in zastekljeno nišo s kipom Marije v trikotnem čelu. |
|       | Dominikova kapelica                  | 27517              | Zagajski Vrh           |                  |                  | sakralna stavbna dediščina | začetek 20. stoletja | Zidana kapelica z zvonikom nad trikotnim čelom je bila zgrajena na začetku 20. stoletja. Zapirajo jo kovana vrata. Kapelica ima preprosto fasadno profilacijo in šilaste odprtine. |
|       | Kranerova kapela                     | 28174              | Zagajski Vrh           |                  |                  | sakralna stavbna dediščina | začetek 20. stoletja | Kapelica z zvonikom postavljena 1932. V notranjost vodijo lesena zastekljena šilastoločno zaključena vrata. Fasade so okrašene s pilastri. Nad opečno dvokapnico zvonik s pločevinasto zašiljeno streho.                                                                                           |
|       | Domačija Ritonja                     | 18056              | Zbigovci               |                  |                  | profana stavbna dediščina  | konec 18. stoletja   | Domačija obsega nekdanjo nadstropno gosposko zidanico z leseno verando. Zidanica ima kamnito klet z letnico 1788 na portalu. Zidanica je v osnovi iz 18. stoletja, ostale stavbe s konca 19. stoletja.                                                                                             |
|       | Hiša Zbigovci 2                      | 1007               | Zbigovci               | 1991             | lokalnega pomena | profana stavbna dediščina  | začetek 19. stoletja | V značilni kmečki hiši se je leta 1820 rodil Fran Jančar, duhovnik, gospodarstvenik, pisec strokovnih knjig. Na pročelju hiše je spominska plošča. |
|       | Kovačeva hiša                        | 18060              | Zbigovci               |                  |                  | profana stavbna dediščina  | začetek 19. stoletja | Nekdanja viničarija ima značilnosti pritličnega stegnjenega doma, z delno podkletenim bivalnim delom, ki se nadaljuje v gospodarski del. Dvokapnica je krita z neustrezno kritino. Stavba, zgrajena 1830, je cimprana, ometana in prebeljena.                                                      |
|       | Znamenje                             | 973                | Zbigovci               | 1991             | lokalnega pomena | sakralna stavbna dediščina | 18. stoletje         | Baročno slopno nadstropno znamenje iz 18. stoletja ima polkrožne niše in jo pokriva piramidalna opečna strešica s križem. |
|       | Znamenje pri hiši Zbigovci 68        | 27522              | Zbigovci               | 1991             | lokalnega pomena | sakralna stavbna dediščina | 18. stoletje         | Slopno znamenje iz 18. stoletja je zidano in nadstropno. Niše v nadstropju so prazne, brez poslikav. Pokriva ga opečna štirikapnica. Znamenje stoji v bližini hiše Zbigovci št. 68. |